# 1984 (chanson)
Pour les articles homonymes, voir 1984 (homonymie).
Singles de David Bowie
Diamond Dogs
(1974) Knock on Wood
(1974)
Pistes de Diamond Dogs
We Are the Dead Big Brother
1984 est une chanson de David Bowie parue en 1974 sur l'album Diamond Dogs. Comme We Are the Dead et Big Brother, elle est issue d'un projet avorté de comédie musicale adaptée du roman 1984 de George Orwell.

## Histoire

### Enregistrement
Bowie tente une première fois d'enregistrer 1984 le 19 janvier 1973 aux studios Trident de Londres, pendant les séances de l'album Aladdin Sane. Au cours de l'année, il développe l'idée d'une comédie musicale adaptée du roman 1984 de George Orwell, mais la veuve de l'écrivain, Sonia Orwell, refuse la demande de licence déposée par MainMan, la compagnie de management de Bowie.
1984 est interprétée pour la première fois en public le 20 octobre pour l'émission de télévision The 1980 Floor Show (en), dans un medley avec Dodo, une autre composition inédite. Cette émission n'est diffusée qu'aux États-Unis le 16 novembre. Bowie essaie ensuite d'enregistrer le medley 1984 / Dodo aux studios Trident. Cette version, plus lente que la chanson finale, a paru en 1990 dans la compilation Sound + Vision, ainsi que dans la réédition du 30e anniversaire de Diamond Dogs, en 2004.
La chanson est retravaillée sur un tempo plus rapide durant les séances de l'album Diamond Dogs. Avec la guitare wah-wah d'Alan Parker et les arrangements de cordes de Tony Visconti, cette nouvelle version évoque fortement le Theme from Shaft d'Isaac Hayes et témoigne de l'intérêt de Bowie pour les musiques soul et funk,.

### Parution
1984 est éditée en 45 tours aux États-Unis avec Queen Bitch (une chanson de 1971 parue sur l'album Hunky Dory) en face B. Elle sort également au Japon avec une autre face B, Lady Grinning Soul (parue sur Aladdin Sane). Elle ne se classe pas dans les hit-parades de ces deux pays. Elle figure ultérieurement sur les compilations ChangesTwoBowie (1981) et The Best of David Bowie 1974/1979 (1998).
Durant le Diamond Dogs Tour, 1984 est la première chanson interprétée par Bowie sur scène. Il la joue également lors de son passage dans l'émission de télévision The Dick Cavett Show, fin 1974. Elle disparaît de son répertoire scénique après cette date.
Elle a notamment été reprise par Tina Turner sur son album de 1984 Private Dancer.

## Musiciens
- David Bowie : chant, guitare, saxophone
- Alan Parker : guitare
- Herbie Flowers : basse
- Mike Garson : clavecin, Moog
- Aynsley Dunbar : batterie
- orchestre de studio non crédité[7]